# Merih Demiral
Merih Demiral (født 5. marts 1998) er en tyrkisk professionel fodboldspiller, som spiller for Saudi Pro League-klubben Al-Ahli og Tyrkiets landshold.